# Олиевка (Кировоградская область)
Олиевка (укр. Оліївка) — село в Пантаевской поселковой общине Александрийского района Кировоградской области Украины.
Население по переписи 2001 года составляло 114 человек. Почтовый индекс — 28036. Телефонный код — 5235. Код КОАТУУ — 3520381303.